# الدحثاث (المخادر)

تعديل مصدري - تعديل

الدحثاث هي إحدى قرى عزلة السحول بمديرية المخادر التابعة لمحافظة إب، بلغ تعداد سكانها 580 نسمة حسب تعداد اليمن لعام 2004.